# Kentriodon
Kentriodon es un género extinto de cetáceos odontocetos de la familia Kentriodontidae. Se han encontrado fósiles en Europa, Asia, América del Sur, Nueva Zelanda y los Estados Unidos.

## Características

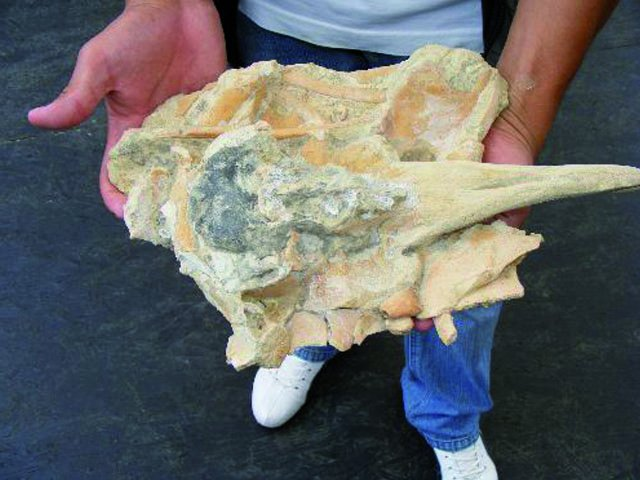
Cráneo fosilizado de Kentriodon.

Kentriodon es el más diverso de todos los Kentriodontidae, que incluyen tres especies descritas y cinco especies no descritas. Se trataba de odontocetos pequeños y medianos con el cráneo en gran medida simétrico, y se piensa que también puede incluir algunos de los antepasados de las especies modernas. Kentriodon es también el más antiguo de los géneros descritos de Kentriodontidae, desde el Oligoceno superior al Mioceno medio.
Comían peces pequeños y otros organismos; se cree que fueron ecolocalizadores activos. La diversidad, la morfología y distribución de los fósiles aparecen en paralelo a algunas especies modernas.

## Especies
- Kentriodon pernix Kellogg, 1927 (especie tipo)[2]
- Kentriodon fuchsii (Brandt, 1873)[3]
- Kentriodon hobetsu Ichishima, 1995[4]
- Kentriodon obscurus (Kellogg, 1931)[5]
- Kentriodon schneideri Whitmore and Kaltenbach, 2008[6]
- Kentriodon diusinus Salinas-Márquez, Barnes, Flores-Trujillo, Aranda-Manteca, 2014[7]
- Kentriodon hoepfneri Kazár & Hampe, 2014[8]